# Urquhart Castle
Urquhart Castle (Schots-Gaelisch: Caisteal na Sròine, "het kasteel van de Neus")  is een 13e-eeuws kasteel, gelegen aan Loch Ness nabij Drumnadrochit in de Schotse regio Highland. Het kasteel is gebouwd door de familie Durward. Vanaf 1308 is Urquhart Castle koninklijk eigendom totdat het in 1479 aan de familie Grant wordt gegeven. In de vijftiende en zestiende eeuw heeft Urquhart veel last van invallen door de MacDonalds. In de zeventiende eeuw verliest het kasteel zijn strategische betekenis en het wordt in 1690 verlaten.

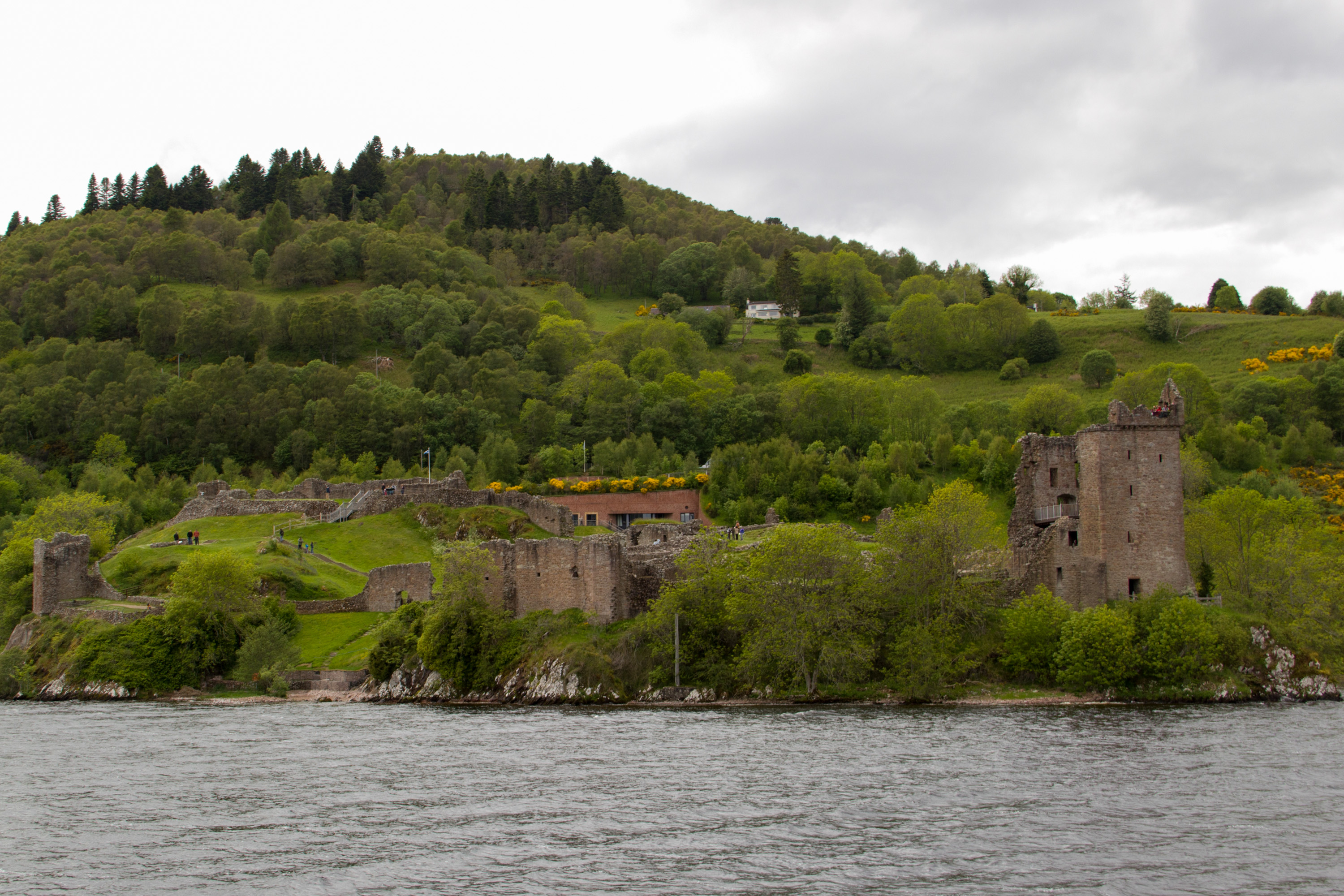
Urquhart Castle gezien vanaf Loch Ness

## Geschiedenis

### Emchath
Urquhart Castle kan al bestaan hebben in 580. Sint-Columba, stichter van Iona Abbey, verbleef op zijn reis naar het hof van de Pictische koning in Inverness bij een Pictische edelman genaamd Emchath die woonde aan Loch Ness. Het landgoed heette Airdchartdan. (=Urquhart). Dit landgoed zou op de plaats van het kasteel gestaan kunnen hebben, maar bewijs ontbreekt.

### Durward
In de vroege dertiende eeuw verkreeg Sir Thomas le Durward het graafschap Urquhart van de koning Alexander II voor diens hulp bij de onderdrukking van een opstand in Moray (waartoe het graafschap eveneens behoorde) in de periode 1228-1230. Vrijwel direct erna overleed hij, het graafschap nalatende aan zijn zoon Alan le Durward, tevens schoonzoon van de koning. Sir Alan bouwde het oorspronkelijke Urquhart Castle. De in de rots uitgehakte grote greppel die het kasteel scheidt van de landzijde is zeker in zijn tijd gemaakt.
Urquhart Castle was niet het hoofdkasteel van de Durwards; dat bevond zich in Coull (Aberdeenshire).

### Comyn
Toen Sir Alan overleed in 1275 werd het kasteel door de koning geschonken aan John Comyn, heer van Badenoch en Lochaber.
In maart 1296 viel Eduard I van Engeland Schotland binnen, gebruikmakende van de verdeeldheid onder de Schotse edelen over de opvolging van de Schotse troon. In juli bereikte hij Elgin en veroverde hij Urquhart Castle.
In 1297 deed Andrew de Moray, een mislukte poging om het kasteel via een nachtelijke aanval terug te veroveren. Hij wist vervolgens samen met William Wallace de Engelsen te verslaan in de Slag bij Stirling Bridge. Het Engelse garnizoen in Urquhart Castle gaf zich kort daarna over.
In 1303 veroverde Eduard wederom Urquhart Castle, ondanks de tegenstand van Alexander de Forbes. Door de wisselende loyaliteiten van de Schotse edellieden, was het voor Eduard mogelijk Alexander de Comyn van Badenoch aan te stellen als beheerder van het kasteel. Het kasteel bleef in Engelse handen tot in 1308 Robert the Bruce de Comyns versloeg en hun kastelen innam. Hiermee werd Urquhart Castle koninklijk bezit.

### Koninklijk bezit
Hoewel het kasteel vanaf 1308 koninklijk bezit was, heeft er slechts één keer een koning overnacht en wel David II in 1342.
Na de dood in 1329 van Robert the Bruce en de verloren Slag bij Dupplin Moor nabij Perth in 1332, verdedigde Robert the Lauder succesvol het kasteel tegen de Engelsen. Daarmee was het een van de vijf kastelen die nog in Schotse handen waren; de andere waren Dumbarton Castle, Lochleven Castle, Kildrummy Castle en Loch Doon Castle.
In 1395 nam Donald MacDonald, Lord of the Isles, Urquhart Castle in. Hij stelde Charles MacLean van Lochbuie aan als beheerder. Pas in 1411 slaagde de kroon erin om het kasteel terug te veroveren, nadat de MacDonalds in de Slag bij Harlaw nabij Inverurie (Aberdeenshire) hadden gestreden in een poging het noordoosten van Schotland onder controle te krijgen.

### MacDonald
In 1437 wist Alexander MacDonald, opvolger en zoon van Donald, weliswaar het land van Urquhart te veroveren, maar niet het kasteel zelf. Pas in 1452 wist John MacDonald, de jeugdige opvolger van Alexander, Urquhart Castle in te nemen. De vijandelijkheden werden gestaakt tussen de MacDonalds en de kroon dankzij een compromis waarin de kroon Urquhart toekende aan John MacDonald zolang hij leefde.

### Grant
In 1462 sloot John MacDonald een overeenkomst met Eduard IV van Engeland waarin hij hulp toezegde aan de Engelsen in ruil voor het noorden van Schotland. De Schotse koning Jacobus III was verplicht hiertegen op te treden en het was in 1476 dat John het graafschap Ross verloor en het Urquhart Castle werd toegekend aan George Gordon, tweede graaf van Huntly. Om de onrust in het gebied onder controle te krijgen gaf deze in 1479 het kasteel aan Duncan Grant, heer van Freuchie.
In 1509 werd Urquhart Castle officieel door Jacobus IV van Schotland toegekend aan de clan Grant. Duncan Grant liet het kasteel beheren door zijn kleinzoon John, de Red Bard. Hij en zijn zoons kregen de taak het kasteel te versterken met een toren en stenen versterkingen zodat de inwoners van Urquhart konden worden beschermd.
Toen Jacobus IV stierf in de Slag bij Flodden in 1513 werden de plunderingen door de Lord of the Isles Donald MacDonald van Lochalsh, heviger. Donald veroverde het kasteel en wist er drie jaar te blijven, onderwijl het gebied leegrovend. Toen hij uiteindelijk Urquhart Castle verliet, liet hij een leeggehaald kasteel achter. Ze vertrokken onder andere met 300 runderen en 1000 schapen.
In 1545 werd het gebied wederom geplunderd tijdens een plundertocht die bekend werd onder de naam the Great Raid, waarbij de MacDonalds van Glengarry en de Camerons van Lochiel samen 2000 runderen, 383 paarden, 3000 schapen, 2000 geiten, 122 zwijnen, 64 ganzen plus een groot aantal artikelen uit het kasteel buit maakten. De aanleiding was een bloedig gevecht tegen de Frasers en de Grants bij Blar-na-Leine bij Loch Lochy dat een hele dag had geduurd.
De Grants repareerden het kasteel en bouwden onder andere de Grant Tower.
In 1644 werd het kasteel ingenomen en beroofd door een groep Convenanters, die het de vrouwe van het kasteel, Mary Grant, kwalijk namen dat ze haar koning Karel I trouw bleef.
In 1650 viel Oliver Cromwell Schotland binnen en bouwde hij tal van nieuwe forten bij Inverlochy en Inverness. Urquhart Castle werd niet van een garnizoen voorzien.
De laatste maal dat het kasteel van een garnizoen werd voorzien was in 1689 toen de Grants de nieuwe sovereigns, Willem en Maria, steunden. Er werden drie compagnieën Grant Highlanders gestationeerd in het kasteel. Een belegering door de troepen van de jacobieten werd doorstaan totdat deze in 1690 definitief verslagen werden.
Toen het garnizoen Urquhart Castle in 1690 verliet, bliezen ze het poorthuis op om te voorkomen dat het kasteel ooit nog door een vijand kon worden gebruikt. Die schade is nooit hersteld.
Het kasteel verviel langzaam tot een ruïne. In 1715 stortte bijvoorbeeld de Grant Tower in als gevolg van een hevige storm.
In 1913 werd Urquhart Castle door de familie Grant in staatsbeheer gegeven.

## Bouw
Urquhart Castle was een van de grootste kastelen in Schotland. Via een maximaal 30 meter brede en 5 meter diepe greppel en een ophaalbrug is het kasteel te bereiken. Het poortgebouw met twee torens, het wachtlokaal en de gevangenis liggen bij de ingang.
De Grant Tower, een donjon van vijf verdiepingen aan de noordzijde van het kasteel, is vermoedelijk in 1509 gebouwd of minstens gerepareerd door John Grant. De zuidmuur mist grotendeels, waarschijnlijk is dit te wijten aan de storm van 1715. De originele toegang tot de toren, uitkomende in de hal, moet enkel via een verwijderbare brug bereikbaar zijn geweest. Een wenteltrap geeft toegang tot de voorraadkelder en achteringang. Een tweede wenteltrap leidt naar de hogere verdiepingen met de privévertrekken van de heer en vrouw van het kasteel.
Het kasteel kent drie binnenplaatsen. Zo is er de service close aan de zuidkant met de stallen, duiventil en smidse die wellicht in de begintijd van het kasteel diende als ontvangsthal of gastenkwartier.
De noordzijde was vanaf 1400 het belangrijkste deel van het kasteel. Vanaf 1509 hadden de Grants de meest noordelijke punt tot hun woonvertrekken gemaakt (de Grant Tower) en voorzien van twee binnenplaatsen: de inner close en de outer close. Aan deze laatste liggen de vermoedelijke kapel, een ontvangsthal (great hall), de voorraadkelders en keukens.

## Beheer
Het beheer van Urquhart Castle is in handen van Historic Environment Scotland.